# NGC 2403
NGC 2403은 기린자리 방향에 있는 나선 은하로, 1788년 윌리엄 허셜에 의해 발견되었다. H II 핵을 가지고 있다. M81 은하군의 일원이며, 지구로부터 약 800만 광년 떨어져있다. 북쪽의 나선팔은 NGC 2404와 연결되어 있다. 10 × 50배 쌍안경을 이용하여 쉽게 관찰할 수 있다.

## 초신성
1954년과 2004년에 각각 SN 1954J와 SN 2004dj라는 두 개의 초신성이 발견되었다.

## 역사
앨런 샌디지는 헤일 망원경을 이용해 NGC 2403 속의 세페이드 변광성을 발견하고 국부은하군 이외에서 세페이드 변광성이 발견된 최초의 은하가 되었다. 그는 이 은하까지의 거리를 불과 약 8,000 광년으로 추정했지만, 오늘날에는 약 1,000배 나 먼 800만 광년의 거리에 있다고 여겨지고 있다.

## 같이 보기
- 삼각형자리 은하
- 국부 은하군